# Donhofer.
donhofer. (bürgerlicher Name Alexander Donhofer; * 7. November 1983 in Mödling bei Wien) ist ein österreichischer Aktionskünstler, Zeichner und Maler.

## Leben
Donhofer verbrachte seine Kindheit in St. Pölten. Nach der Matura im Jahre 2002 studierte er ab 2003 an der Fachhochschule St. Pölten Medientechnik und arbeitete im Anschluss bei Rundfunkeinrichtungen des ORF und Medienagenturen. Parallel begann er ab 2009 mit ersten öffentlichen Ausstellungen seiner Kunstwerke.

## Werk
Bildnerische und performative Elemente spielen in der Kunst von donhofer. eine wichtige Rolle, bedeutsam ist ihm auch die Einbindung des Publikums. Häufig verwendet er für seine Pop-Art-Werke den Edding-Stil, arbeitet aber auch mit Acryl, Kartonagen und Planen. Thematisch bezieht sich seine Kunst oftmals auf gesellschaftliche Missstände des 21. Jahrhunderts, die sich um die Themenkreise Macht, Dekadenz, Geld und Medien drehen. Einer breiteren Öffentlichkeit wurde er 2012 durch seine drei Tage dauernde Aktionskunst „Supergau“ im Reaktorraum des nie in Betrieb gegangenen AKW Zwentendorf/Niederösterreich bekannt und durch die im selben Jahr stattfindende Ausstellung „olympia gold“ in der Kunsthalle Karlsplatz in Wien. Seine erste internationale Auszeichnung erhielt der Künstler bereits ein Jahr zuvor, als er in Tuzla/Bosnien-Herzegowina das „Grand Diploma for drawing“ erhielt.

## Ausstellungen
- 2009: Ausstellung und Aktionskunst „Kontinuität“ (artwagram, Großriedenthal/Niederösterreich)[5]
- 2009: Ausstellung „Fremd“ (kunst:werk, St. Pölten)[6]
- 2010: Aktionskunst „Schatten“ (Kokoschka-Haus, Pöchlarn)
- 2010: Internationales Kunstsymposium „Atelier an der Donau“ mit eigener Aktionskunst „young“
- 2011: Ausstellung und Aktionskunst „Authentizität“ (Reitherhaus, Herzogenburg)
- 2011: Bildausstellung „young“ (ART Innsbruck)
- 2011: Videoinstallation „seven seconds of shit“ (Kokoschka-Haus, Pöchlarn)[2]
- 2011: Ausstellung und Aktionskunst „steyr men are very good“ (Schloss Steyr)
- 2011: Aktionskunst „Emotion“ (Niederösterreichische Tage der offenen Ateliers, Grafenwörth)
- 2012: Aktionskunst „donhofer. druckt das Internet aus“ (laufendes Projekt, Wien)
- 2012: Aktionskunst „supergau“ (AKW Zwentendorf)[3]
- 2012: Ausstellung „kleinformatig“ (kunst:werk, St. Pölten)
- 2012: Ausstellung und Aktionskunst „olympia gold“ (Kunsthalle Karlsplatz, Wien)
- 2012: „Weltausstellung `der Mödlinger Strich´“ (Kunststation, Mödling)
- 2013: Ausstellung „Das würde Thomas Bernhard tun“ im Rahmen der Ausstellung „early birds“ in der Kunsthalle im MuseumsQuartier Wien
- 2013: Ausstellung „Pauschalierender Fundamentalismus“ (Atelier Frey im Rabenhof, Wien)[7]
- 2014: Aktionskunst „Wir sind noch einmal davongekommen“[8]
- 2014: Aktionskunst „donhofer. lässt Gras über den Burgtheater-Skandal wachsen“[9]
- 2016: Installation und Performance „Karlopolis, Utopie einer Großstadt“ (Karlstetten)
- 2016: Ausstellung „Group show Aridoamérica - curated by Fran Ilich Morales“ (Museo de Los Sures, New York)
- 2017: Aktionskunst „Bitte nicht werfen - Bruchgefahr!“ (Nürnberg)
- 2018: Ausstellung „Traditionell österreichischer Christbaumschmuck“ (Maria Theresien Platz, Wien)
- 2018: Ausstellung „Square“ Group Show (St. Pöltner Künstlerbund, St. Pölten)
- 2019: Installation (permanent) „Art for 301 Hotel Rooms“ (Hyatt Group & Signa Holding GmbH, Wien)
- 2019: Ausstellung „INTERBIFEP 17“, Museum Galerija Portreta (Tuzla, Bosnien)
- 2019: Ausstellung „Supersparkling“ (Schlumberger Art Floor, Wien)
- 2020: Ausstellung „KUNSTDONNERSTAG“ (Online Vernissage)
- 2020: Aktionskunst „#stillalive“ (art in public spaces, St. Pölten – Wien)
- 2021: Zoom-Performance „Ich bin kein Roboter“ (Melk)
- 2021: Gestaltung „Niederösterreichischer Jungforscher-Kalender“ gemeinsam mit Michael Liebert (St. Pölten)[10]
- 2021: Aktionskunst / Live Performance „Kunstwurlizer“ ORF III (ORF, Wien)
- 2022: Aktionskunst „Crossing the red line“ (Heldenplatz, Wien)
- 2024: Aktionskunst Verteilung von Blankoschecks anlässlich der Insolvenzen von René Benkos Signa Group[11]

## Künstlerresidenz / Veranstaltungen
- International Art Symposium – AGJ Gallery (Hluboká nad Vltavou, Tschechien)
- INTERBIFEP 17 – International biennal festival of portrait, drawings and graphics (Tuzla, Bosnien)
- INTERBIFEP 16 – International biennal festival of portrait, drawings and graphics (Tuzla, Bosnien)
- INTERBIFEP 14 – International biennal festival of portrait, drawings and graphics (Tuzla, Bosnien)

## Auszeichnungen
- 2010: CCA-Auszeichnung (Werbekunst, für das Konzept „image aufpolieren“)[12]
- 2011: Grand Diploma for drawing (Tuzla, Bosnien-Herzegowina)[13][4]
- 2014: CCA-Venus
- 2020: Creative of the month (Creative Economy Austria)

## Akquisition / Institutionelle Sammlungen
- State Collections of Lower Austria
- Poster Collection (Basel, Schweiz)
- ecoplus. The Business Agency of Lower Austria
- Museum AJG Gallery (Hluboká nad Vltavou, Tschechien)
- Museum Galerija Portreta (Tuzla, Bosnien)